# Puduppatti
Puduppatti är en ort i Indien.   Den ligger i distriktet Namakkal och delstaten Tamil Nadu, i den södra delen av landet, 1 900 km söder om huvudstaden New Delhi. Puduppatti ligger 155 meter över havet och antalet invånare är 7 570.
Terrängen runt Puduppatti är platt. Runt Puduppatti är det tätbefolkat, med 356 invånare per kvadratkilometer. Närmaste större samhälle är Namakkal, 9,3 km nordväst om Puduppatti. Omgivningarna runt Puduppatti är en mosaik av jordbruksmark och naturlig växtlighet.